# Рудницький Степан Віталійович
Степан Віталійович Рудницький (11 серпня 1978, село Раневичі Дрогобицького району Львівської області) — український діяч, в.о. голови Дрогобицької районної державної адміністрації Львівської області, голова Радехівської районної державної адміністрації Львівської області.

## Життєпис
У 1995—2001 роках — студент фізико-математичного факультету Дрогобицького державного педагогічного університету імені Івана Франка, здобув кваліфікацію магістра педагогічної освіти, викладача фізики.
Одночасно в 2000—2001 роках — старший лаборант фізико-математичного факультету Дрогобицького державного педагогічного університету імені Івана Франка.
У 2001—2005 роках — методист, комендант, викладач Дрогобицької філії Інституту підприємництва та перспективних технологій.
У 2005—2007 роках — помічник заступника голови Львівської обласної державної адміністрації.
У 2008—2013 роках — заступник начальника організаційного відділу Львівської обласної державної адміністрації.
Одночасно в 2008—2010 роках — студент Львівського регіонального інституту державного управління Національної академії державного управління при президентові України, здобув кваліфікацію магістра державного управління.
У 2013—2015 роках — перший заступник голови Дрогобицької районної державної адміністрації.
18 березня 2014 — 21 травня 2015 року — т.в.о. голови Дрогобицької районної державної адміністрації Львівської області.
У 2015—2016 роках — керівник апарату Дрогобицької районної державної адміністрації.
У 2016—2019 роках — заступник директора ТзОВ «Партнерпроектбуд».
У 2019 році — директор ТзОВ «Юлмаксбуд».
5 грудня 2019 — 30 березня 2021 року — голова Радехівської районної державної адміністрації Львівської області.
У 2021—2024 роках — начальник управління транспорту та зв'язку Львівської обласної державної адміністрації.
З січня 2024 року — начальник управління транспорту Департаменту дорожнього господарства Львівської обласної державної адміністрації.
Одружений, двоє дітей.